# La route mène au Tibet
Pour plus de détails, voir Fiche technique et Distribution.
La route mène au Tibet (Cesta vede do Tibetu) est un film documentaire tchécoslovaco-chinois tourné en 1954 au Tibet par le réalisateur Vladimír Sís (cs) et le cameraman Josef Vaniš (cs). Primé aux festivals de Venise et de Karlovy Vary en 1955, il fut censuré en Tchécoslovaquie à la fin des années 1950 par le régime communiste. Une version numérique du film est montrée au cinéma Lucerna à Prague en présence du fils de Vladimír Sís.
Cette version est la seule des trois versions officielles du film découvert dans les archives nationales du film par Viktor Kuna, le distributeur du film.
Le film illustre la construction de la route du Sichuan à Lhassa en haute montagne, alors que le Tibet était déjà occupé par la Chine. Alors que des monastères bouddhistes commençaient à être détruits par des soldats chinois, le film montre certains monastères. Le film aborde aussi les difficultés des conditions de vie des Tibétains ainsi qu'une rencontre avec le dalaï-lama. Ce qui rend le film unique, selon Viktor Kuna, c'est qu'il capture de nombreux endroits qui ont été détruits ultérieurement pendant la révolution culturelle.